# Jordi Masó
Jordi Masó Ribas (Fontcoberta, 19 settembre 1992) è un ex calciatore spagnolo, di ruolo difensore.

## Caratteristiche tecniche
È un mediano che può giocare anche da terzino destro.

## Carriera
Cresciuto nelle giovanili del Banyoles, nel 2006 viene acquistato dal Girona con cui fa il suo esordio in un match di Segunda División perso 4-0 contro il Levante.
Nel 2011, dopo una breve parentesi al Barcellona B, viene acquistato dallo 
Costa Brava.

## Statistiche

### Presenze e reti nei club
Statistiche aggiornate al 22 maggio 2017.
| Stagione          | Squadra           | Campionato        | Campionato | Campionato | Coppe nazionali | Coppe nazionali | Coppe nazionali | Coppe continentali | Coppe continentali | Coppe continentali | Altre coppe | Altre coppe | Altre coppe | Totale | Totale |
| Stagione          | Squadra           | Comp              | Pres       | Reti       | Comp            | Pres            | Reti            | Comp               | Pres               | Reti               | Comp        | Pres        | Reti        | Pres   | Reti   |
| ----------------- | ----------------- | ----------------- | ---------- | ---------- | --------------- | --------------- | --------------- | ------------------ | ------------------ | ------------------ | ----------- | ----------- | ----------- | ------ | ------ |
| 2009-2010         | Girona            | SD                | 1          | 0          | CR              | 0               | 0               | -                  | -                  | -                  | -           | -           | -           | 1      | 0      |
| 2010-2011         | Barcellona B      | SD                | 1          | 0          | CR              | 0               | 0               | -                  | -                  | -                  | -           | -           | -           | 1      | 0      |
| 2011-2012         | Costa Brava       | SDB               | 25         | 0          | CR              | 2               | 0               | -                  | -                  | -                  | -           | -           | -           | 27     | 0      |
| 2012-2013         | Costa Brava       | SDB               | 28         | 0          | CR              | 3               | 0               | -                  | -                  | -                  | -           | -           | -           | 31     | 0      |
| 2013-2014         | Costa Brava       | SDB               | 40         | 1          | CR              | 0               | 0               | -                  | -                  | -                  | -           | -           | -           | 40     | 1      |
| 2014-2015         | Costa Brava       | SD                | 28         | 0          | CR              | 1               | 0               | -                  | -                  | -                  | -           | -           | -           | 29     | 0      |
| 2015-2016         | Costa Brava       | SD                | 30         | 0          | CR              | 3               | 0               | -                  | -                  | -                  | -           | -           | -           | 33     | 0      |
| 2016-2017         | Costa Brava       | SDB               | 31         | 0          | CR              | 1               | 0               | -                  | -                  | -                  | -           | -           | -           | 32     | 0      |
| Totale Llagostera | Totale Llagostera | Totale Llagostera | 182        | 1          |                 | 10              | 0               |                    | -                  | -                  |             | -           | -           | 192    | 1      |
| Totale carriera   | Totale carriera   | Totale carriera   | 184        | 1          |                 | 10              | 0               |                    | -                  | -                  |             | -           | -           | 194    | 1      |